# Kanaku
Kanaku est une ville du Botswana.